# Ostflucht
Ostflucht ist ein zum ersten Mal bei der Gründung der Königlich-Preußischen Ansiedlungskommission 1886 amtlich benutzter Begriff, der sich auf die steigende Landflucht aus den wirtschaftsschwachen östlichen Landesteilen Preußens in der zweiten Hälfte des 19. Jahrhunderts bezog.

## Hintergrund
Der amerikaerfahrene Nationalökonom Friedrich List war der Erste, der sich über die deutsche Überseewanderung Gedanken machte und die Auswanderer in den Ostprovinzen Preußens oder in grenznaher Ansiedlung entlang der Donau bis ans Schwarze Meer unterbringen wollte, damit sie nicht fremde Volkswirtschaften bereicherten, sondern dem Mutterland erhalten blieben. Auf die Auswanderung wurde als Problem aber erst reagiert, als die Politiker in Preußen sich bewusst wurden, dass sie zu einer Bevölkerungsverschiebung führte, zumal aus den Provinzen Ostpreußen, Westpreußen, Schlesien und Posen viele Arbeitssuchende, darunter viele aus dem starken polnischsprachigen Bevölkerungsteil dieser Gebiete, entweder nach Übersee oder in die aufstrebenden Industrieregionen im Westen des Reiches abwanderten (siehe Ruhrpolen). 1886 reagierte die preußische Regierung mit der Einrichtung der Preußischen Ansiedlungskommission, die dem demographischen Wachstum des polnischen Bevölkerungsanteils Einhalt gebieten sollte, denn die Polen wurden als Gefahr für die Germanisierungsabsichten wahrgenommen, zumal sie sich auch politisch organisierten und ausdrücklich seit 1848 die Gründung eines eigenen Nationalstaates ins Auge gefasst hatten (siehe Geschichte Polens). Zu den Aktivisten, die für eine Stärkung des „Deutschtums“ in den östlichen Provinzen warben, gehörte etwa der Statistiker und Reichstagsabgeordnete Ernst Hasse oder die Mitglieder des 1894 gegründeten Deutschen Ostmarkenvereins.
Der „Ostflucht“ konnte jedoch kein Einhalt geboten werden, so dass sie noch zur Beunruhigung des nationalsozialistischen Deutschland in Bezug auf die abnehmende Bevölkerung in Schlesien beitrug.
In der Amtspresse Preußens wurden seit den 1880er Jahren jährlich Statistiken veröffentlicht, die die Ab- und Auswanderung in Zahlen erfassten und dabei insgesamt die sich über die deutschen Häfen vollziehende Auswanderung auch aus Osteuropa, vor allem aus Russland, berücksichtigten. So hieß es zum Beispiel 1891:
„Unter den insgesamt beförderten 243.283 Personen kamen 74.820 aus Deutschland. Von diesen gehörten ihrem Berufe nach an der Landwirthschaft 11.678 Personen = 15,7 %, der Industrie 10.721 Personen = 14,3 %, dem Handel und Verkehr 5.564 Personen = 7,4 %, dem Arbeiterstande 19.450 Personen = 26,0 %, anderen Berufsarten (freien Berufen, öffentlichem Dienste) 1.504 Personen = 2,0 %, ohne Beruf bezw. ohne Berufsangabe waren 25.903 Personen = 34,6 %, zusammen 74.820 Personen = 100 %.
Nach den Vereinigten Staaten gingen rund 69.000 Personen, nach Brasilien rund 3.000 Personen. Von den preußischen Provinzen lieferte wieder Posen mit 10.000 Personen die meisten Auswanderer; es folgen: Westpreußen mit 9.500, Pommern mit 6.000, Hannover mit 5.400.“

## Zum Begriff „Ostflucht“
Der Begriff „Flucht“ hat eine negative Bedeutung wie das Verb „fliehen“. Bei der Verwendung in „Ostflucht“ wird den Fliehenden unterstellt, sie hätten auf eine Gefährdung reagiert, wo keine war. Denn das Gegenkonzept der Ansiedlung bzw. Colonisation weist darauf hin, dass es dem Willen der politisch Verantwortlichen nach im Gegenteil um eine Zukunftsperspektive im Osten gehen sollte. Darin zeigt sich etwas Ähnliches wie in der öffentlichen und amtlichen Charakterisierung der Auswanderer nach Übersee, die als „Geisteskranke“ betrachtet wurden, die unbelehrbar der „Auswanderungssucht“ oder dem „Amerikafieber“ verfallen seien. Denn „dem deutschen Untertan die Mündigkeit zuzugestehen fiel schwer. Und von der Verantwortung für die Zustände, die den Auswanderer nichts mehr von seiner alten Heimat und alles von der ‚Neuen Welt‘ erwarten ließen, entlastete am besten, wenn ‚Amerika‘ zum Wahnbild von Kranken oder Primitiven erklärt wurde.“

## Die Bevölkerungsverschiebung in polnischer Sicht
Siehe dazu:
- Polnischer Westgedanke
- Westverschiebung Polens
- Wiedergewonnene Gebiete